# Арко (Миннесота)
Арко (англ. Arco) — город в округе Линкольн, штат Миннесота, США. В 2010 году в городе проживало 75 человек.
Арко был основан в 1900 году и назван в честь города Арколе в Италии.

## Географическое положение

Город на карте округа Линкольн, и расположение округа в штате Миннесота

Город Арко находится на юго-западе штата Миннесота на берегу озера Стей. Площадь города — 1,99 км² (1,66 км² — суша, 0,34 км² — вода), он находится внутри территории тауншипа Лейк-Стей.

## Население
По данным переписи 2010 года население Арко составляло 75 человек (из них 49,3 % мужчин и 50,7 % женщин), было 37 домашних хозяйства и 18 семей. Расовый состав: белые — 92,0 %, 8,0 % — другие расы.
Из 37 домашних хозяйств 37,8 % представляли собой совместно проживающие супружеские пары (13,5 % с детьми младше 18 лет), в 8,1 % домохозяйств женщины проживали без мужей, в 2,7 % домохозяйств мужчины проживали без жён, 51,4 % не имели семьи. В среднем домашнее хозяйство вели 2,03 человека, а средний размер семьи — 2,89 человека.
Население города по возрастному диапазону распределилось следующим образом: 16,0 % — жители младше 18 лет, 6,7 % — между 18 и 21 годами, 52,0 % — от 21 до 65 лет и 25,3 % — в возрасте 65 лет и старше. Средний возраст населения — 49,5 лет. На каждые 100 женщин приходилось 97,4 мужчины, при этом на 100 совершеннолетних женщин приходилось уже 110,0 мужчин сопоставимого возраста.
В 2014 году из 66 трудоспособных жителей старше 16 лет имели работу 42 человека. медианный доход на семью оценивался в 31 250 $, на домашнее хозяйство — в 24 583 $. Доход на душу населения — 18 826 $. 38,9 % от всего числа семей и 38,5 % от всей численности населения находилось на момент переписи за чертой бедности.
Динамика численности населения:
|  |